# Pirgo (mitologia)
Pirgo, nella mitologia greca, è la nutrice dei figli di Priamo . Molto anziana, accompagnò Enea e fu lei che, per istigazione di Iride, consigliò alle donne troiane di appiccare il fuoco alle navi. Forse bisogna mettere questo nome in relazione con quello della città etrusca di Cere (vicino a Civitavecchia).